# Šamši-Adad I.
Šamši-Adad I. (akadsko Šamši-Adad I, amorejsko Šamši-Addu I) je bil amorejski  plemenski poglavar, ki je za Staro asirsko cesarstvo osvojil večino Sirije, Anatolije in gornje Mezopotamije in od okoli 1809 pr. n. št. do okoli 1776 pr. n. št. (srednje kronologija) vladal kot asirski kralj, * okoli 1860 pr. n. št., † okoli 1776 pr. n. št.

## Vzpon
Šamši-Adad I. je prestol  v Terki nasledil od Ila-kabkabuja (vladal okoli 1836 pr. n. št.-1833 pr. n. št.). Ila-kabkabu ja na Seznamu asirskih kraljev (SAK) omenjen kot Šamši-Adadov oče. Podobno ime, ki morda ne pomeni iste osebe, je na seznamu v prvem delu SAK med »kralji, katerih očetje so znani«.  Šamši Adad I. asirskega prestola ni nasledil od svojega očeta, ampak kot osvajalec, ker je bil Ila-kabkabu amorejski in ne asirski kralj. Po Marijski eponimski kroniki je Ila-kabkabu okoli 1790 pr. n. št. zasedel Šuprum,  potem pa je »v očetovo hišo vstopil Šamši-Adad«. Naslednje leto je nasledil očeta kot kralj Terke.
Ko je Narām-Sîn Ešnunski (vladal okoli 1850-okoli 1816 pr. n. št.) napadel Ekallatum, je bil Šamši-Adad prisiljen pobegniti v Babilon in ostal v izgnanstvu do Narām-Sînove smrti okoli 1816 pr. n. št. Po vrnitvi je osvojil Ekallatum, strmoglavil kralja Erišuma II. Asirskega (vladal okoli  1815-okoli 1809 pr. n. št.), osvojil Ašur in se okoli leta 1808 pr. n. št. razglasil za prvega amorejskega kralja Asirije. Svoj položaj na asirskem prestolu je poskušal legitimirati tako, da se je razglasil za potomca zgodnjega domorodnega asirskega kralja Ušpije, ki je vladal okoli 2050-okoli  2030 pr. n. št.
Kasnejše asirsko izročilo je imelo Šamši Adada I. za Amorejca, zgodnji arheologi pa so ga klub temu imeli za rojenega Asirca. Ušpija je bil na ASK  predzadnji v nizu »kraljev, ki so živeli v šotorih«, vendar ni potrjen s primarnimi arheološkimi najdbami. Ušpijo je po ASK nasledil njegov sin Apiašal (okoli 2030-okoli 2027 pr. n. št.), ki je opisan kot monarh iz zgodnjega asirskega obdobja. Na enem od seznamov je zapisan tudi kot zadnji od »skupaj sedemnajstih kraljev, ki so prebivali v šotorih«.  Ta del seznama kaže nekaj podobnosti s seznamom predhodnikov Prve babilonske dinastije.
Apiašal je na SAK tudi prvi od desetih »kraljev, katerih očetje so znani«. Zanimivo je, da so bili vladarji v tem delu seznama zapisani v obratnem zaporedju njihovega vladanja. Prvi na seznamu je Aminu, ki je vladal zadnji (okoli 2003 pr. n. št.-okoli  2000 pr. n. št.), zadnji pa Apiašal, ki je vladal prvi.  Pripis »skupaj deset kraljev, ki so predniki« se pogosto tolmači, da so bili ti vladarji predniki Šamši-Adada I. Če je tolmačenje točno, je bil seznam narejen morda zato, da bi legitimirali Šamši-Adadovo oblast v mestni državi Ašur. To tolmačenje ni splošno sprejeto. Cambridge Ancient History namesto tega tolmačenja trdi, da so bili omenjeni kralji predniki kralja Sulilija (vladal okoli 2000 pr. n. št.).
V mestni državi Ašur so Šamši-Adada I. naslavljali z »guverner Ašurja«. Arheološke najdbe to trditev podpirajo, saj so med izkopavanji v Ašurju odkrili mnogo opek in drugih predmetov z napisom »Šamši-Adad I., graditelj templja v Ašurju«. Na teh napisih ga   naslavljajo  s »kralj vesoljnega sveta« in »združitelj dežel med Tigrisom in Evfratom«. Omenjajo tudi, da mu je kralj Gornje dežele plačeval davek in da je zgradil Enlilov tempelj. Šamši-Adad je predpisal tržne cene, tako da se je za en šekel srebra lahko kupilo dva kora ječmena, petnajst min volne ali dva seaha olja.

## Osvajanja
Šamshi-Adad je zasedel dolgo zapuščeno mesto Šehna, danes znano kot Tell Leilan, ga pretvoril v glavno mesto Gornje Mezopotamije in ga  okoli leta 1808 pr. n. št. preimenovali v Šubat-Enlil – Bivališče boga Enlila Kraljestvo Gornja Mezopotamija je tekmovala za oblast v Spodnji Mesopotamiji z ešnunskim kraljem Naram-Sinom (umrl 1816 pr. n. št.), njegovimi nasledniki in marijskem kraljem Jahdun-Limom. Glavni cilj širjenja kraljestva je bilo mesto Mari, ki je nadziralo karavansko pot med Mezopotamijo in Anatolijo. Marijskega kralja Jahdum-Lima je njegov služabnik umoril, morda na Šamši-Adadov ukaz. Njegov naslednik Zimri-Lim je bil prisiljen na beg v Jamhad.  Šamši-Adad je izkoristil priložnost in okoli 1795 pr. n. št. zasedel Mari. Najstarejšemu sinu  Išme-Daganu I. je prepustil prestol v  Ekallatumu, drugemu sinu Jašman-Adadu prestol v Mariju, sam pa je ostal v Šubat-Enlilu. S priključitvijo Marija je ustvaril veliko cesarstvo, ki je obsegalo večino Sirije in Anatolije in celo Gornjo Mezopozamijo. Cesarstvo se pogosto omenja kot Kraljestvo ali Cesarstvo Gornja Mezopotamija. Razglasil se je za »kralja vseh«. Enak naslov je uporabljal Sargon kot vladar Akadskega cesarstva (okoli 2334 pr. n. št.-okoli 2279 pr. n.št.).
Ešnunski kralj Daduša (vladal okoli 1800 pr. n. št.–1779 pr. n. št.) je okoli leta 1781 pr. n. št. sklenil zavezništvo s Šamši-Adadom I., da bi osvojil ozemlje med rekama Zab. Vojni pohod njune združene vojske je dokumentiran na steli zmage in pravi, da je Daduša ozemlje prepustil Šamši-Adadu I. Slednji se je kasneje obrnil proti Daduši in napadel njegova mesta, med njimi tudi Šaduppum in Nerebtum. Svoje zmage je ovekovečil na steli na obali Sredozemskega morja. Njegov pohod je bil verjetno kratek in ne osvajalski. Vse njegove vojaške operacije so bile natančno načrtovane. Njegova vojska je obvladovala vse klasične metode vojskovanja in obleganja, tudi oblegovalnega ovna.

## Družina
Šamši-Adad I. je imel dva sinova. Starejši sin in njegov naslednik Išme-Dagan I. je bil sposoben vladar, mlajši sin Jašman-Adad pa je bil bolj šibkega značaja. Očetovo razočaranje nad njim je razvidno iz njegovih očitkov:
Ali si otrok ali mož? Ali nimaš brade na svoji bradi?
in 
Medtem ko tvoj brat zmaguje, ti tam doli poležavaš med ženskami.
Iz Šamši-Adadovih pisem je razvidno, da je trdno nadziral njuna dejanja. Organiziral je Jašman-Adadovo politično poroko z Beltum, princeso iz zavezniške Katne. Ker je Jašman-Adad že imel vodilno ženo, je Beltum postavil v njej podrejen položaj. Šamši-Adad tega ni dovolil in je prisilil sina, da je postavil Beltum na vodilni položaj.

## Vladanje
Šamši-Adad I. je bil odličen organizator in v svojih rokah držal vse ključne državne zadeve, od visoke politike do imenovanja uradnikov in preskrbe z živili. V rivalska mesta je pogosto pošiljal svoje vohune in na osvojenih ozemljih dovolil nekaj samouprave. V Ninivah je na državne stroške obnovil Ištarin tempelj. Lokalni vladarji v Katari so obdžali svoj položaj, vendar kot njegovi vazali. V celi Gornji Metopotamiji je uvedel eponimski sistem datiranja, v katerem je vsako leto dobilo ime po limmuju – dvornem uradniku ki je predsedoval novoletnemu praznovanju v prestolnici.

## Propad
Šamši-Adad I. je celo življenje utrjeval svoje cesarstvo, na stara leta pa je postalo ranljivo. Napadati sta ga začela močna soseda Jamhad in Ešnuna. Po njegovi smrti je Ešnuna zasedla mesta okoli Ašurja. Ko se je razširila novica o njegovi smrti, so vsi njegovi stari rivali poskušali  vreči  s prestola njegovega sina Jašman-Adada. Zimri-Lim (vladal okoli 1775 pr. n. št.–okoli 1761 pr. n. št.) ga je kmalu izgnal iz Marija, ostanek ozemlja pa je med Išme-Daganovo in Mut-Aškurjevo vladavino  (okoli 1730 pr. n. št.-okoli 1720 pr. n. št.) osvojil babilonski kralj Hamurabi (okoli 1810 pr. n. št.-okoli 1750 pr. n. št.).